# Шапка (фильм)
«Шапка» — советский художественный фильм, снятый в 1990 году режиссёром Константином Воиновым по мотивам одноимённой повести Владимира Войновича (1987 год), а также пьесы Владимира Войновича и Григория Горина «Кот домашний средней пушистости». Трагикомедия.

## Сюжет
Действие фильма происходит в Москве в 1980-е годы.
Однажды писатель Ефим (Фима) Рахлин узнаёт, что по решению правления Литфонда среди писателей распределяют зимние меховые шапки. Причём, по негласной табели о рангах, «выдающимся» писателям полагаются пыжиковые шапки, «известным» — ондатровые, «видным» — из сурка, а рядовым — из кролика. Когда же Рахлин приходит заказать шапку для себя, то обнаруживает, что его не включили ни в одну из этих категорий и ему могут предоставить лишь головной убор из «кота домашнего, средней пушистости».
Ефим Рахлин — тихий, но честолюбивый человек. Он гордится тем, что уже 18 лет является членом союза писателей и написал 11 книг. Но при этом он еврей (сам о себе он говорит, что с «пятым пунктом» у него не всё в порядке), не состоит в коммунистической партии и старательно избегает формальных политических обязанностей советского писателя. Поэтому Рахлин довольствуется статусом автора приключенческих произведений «о хороших людях». Теперь же, судя по предложенному ему головному убору из «кота домашнего, средней пушистости», Рахлин обнаруживает, что литературное начальство фактически вовсе не считает его писателем, даже рядовым.
Подстрекаемый женой, Рахлин пытается убедить своё литературное начальство, что он всё же является писателем, заслуживающим шапку «из приличного меха». Тем самым он хочет утвердиться в более высоком статусе. Это становится его навязчивой идеей. Спохватившись, жена уговаривает его прекратить погоню за шапкой, но уже поздно: это стало для Фимы делом принципа. Испробовав все способы получения шапки и везде натолкнувшись на отказ, Фима портит отношения с руководством союза писателей, зарабатывает репутацию диссидента и попадает в больницу с инсультом.
Но даже на больничной койке, почти потеряв речь, он требует для себя шапку. Поняв, что ему нужна именно «официальная» шапка, его жена через своего знакомого маршала Побратимова добывает для Фимы требуемое. «Официальную» шапку из «приличного» меха приносят Рахлину в больничную палату, когда он уже при смерти, но ещё в сознании, и он успевает порадоваться своей «победе над системой». Заканчивается фильм похоронами Рахлина, на которые съезжаются писатели в меховых шапках из «приличного» меха.

## В ролях
- Владимир Ильин — Фима (Ефим Семёнович) Рахлин, писатель, автор 11 книг «о хороших людях»
- Лидия Федосеева-Шукшина — «Кукуша» (Зинаида Ивановна Кукушкина), жена Рахлина
- Владислав Демченко — Тишка Кукушкин, сын Фимы и «Кукуши», аспирант
- Евгений Евстигнеев — Константин Баранов, писатель, автор единственной книги, обладатель шапки из кролика, друг Рахлина
- Евгений Весник — Соломон Евсеевич Фишкин, писатель-сказочник, сосед Рахлина
- Вячеслав Невинный — Василий Трёшкин, поэт, сосед Рахлина
- Александр Александров — Виктор Черпаков, антисемит, друг Трёшкина
- Евгений Жариков — Новиков, преуспевающий писатель, обладатель ондатровой шапки
- Олег Табаков — Андрей Андреевич Щупов, директор комбината бытового обслуживания Литфонда
- Олег Ефремов — Пётр Николаевич Лукин, оргсекретарь московского отделения союза писателей, бывший генерал КГБ
- Александр Пятков — Самарин, поэт, обладатель шапки из сурка
- Лидия Смирнова — Наталья Кныш, поэтесса
- Игорь Владимиров — Василий Степанович Каретников, секретарь союза писателей, лауреат, депутат и пр.
- Нина Меньшикова — Лариса Евгеньевна, жена Каретникова
- Мария Виноградова — Даша, домработница Каретниковых
- Армен Джигарханян — маршал Побратимов
- Юрий Волынцев — Иван Федосеевич, генерал-майор, бывший адъютант Побратимова

## Съёмочная группа
- Автор сценария: Константин Воинов
- Режиссёр: Константин Воинов
- Оператор: Андрей Епишин
- Художник: Леван Лазишвили
- Композитор: Владимир Комаров

## Мнения
Вскоре после появления вышеуказанных произведений (повести Владимира Войновича, пьесы Владимира Войновича и Григория Горина «Кот домашний средней пушистости» и фильма) распространилось мнение, что прототипом их главного героя Ефима Рахлина мог являться писатель Владимир Маркович Санин (Ривкин), сочинявший книги о представителях героических профессий (лётчиках, моряках, полярниках). Сам В. Н. Войнович пытался опровергать эту точку зрения, утверждая, что образ Рахлина является собирательным.